# Директорія (Крим)
Директорія — виконавчий орган Меджлісу кримськотатарського народу у 1917—1918 рр.
26 (13) грудня 1917 р. у Бахчисараї Установчий з'їзд кримських татар — Курултай — сформував меджліс як орган самоврядування кримських татар та його виконавчий орган — Директорію. До неї увійшли 5 директорів, членів ЦК партії Міллі Фірка: Ч. Челебієв (голова та директор юстиції), Д. Сейдамет (зовнішні та військові справи), С.Хаттатов (фінанси і вакуфи), А. Шукрі (справи релігії), І. Озенбашли (народна освіта).
Директорія діяла згідно «Кримськотатарських основних законів» (дія яких поширювалась виключно на кримських татар), створила штаб для керівництва татарськими військовими частинами, які розміщувалися в Ялті, Феодосії, Євпаторії, Судаку та інших містах. Разом з Радою народних представників сформувала військові частини й «Штаб кримських військ» на чолі з Д. Сейдаметом та полк. Макухіним. У розпорядженні штабу було понад 2 тис. офіцерів російської армії.
На початку січня (ст. ст.) 1918 утворений більшовиками Кримський обласний військово-революційний комітет при підтримці революційних загонів із Російської СФРР розпочав бойові дії проти Директорії. Протягом двох тижнів на півострові йшли запеклі бої, які закінчилися розгромом військ Директорії. 4 лютого (22 січня) 1918 Директорія була ліквідована.